# Operación Galaxia

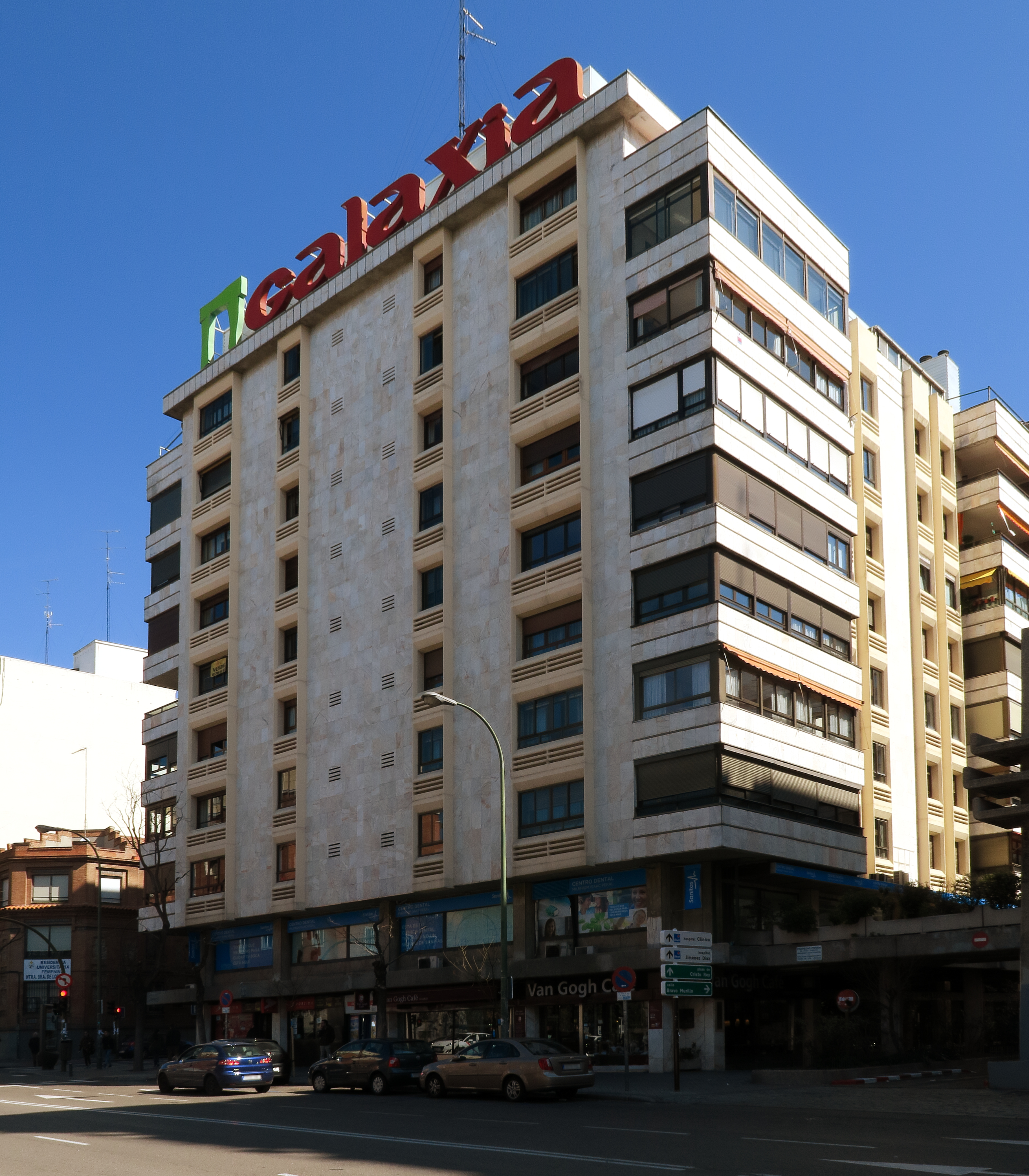
Edificio Galaxia y cafetería Van Gogh Café, antigua cafetería Galaxia (2016).

Operación Galaxia fue el nombre en clave dado a un plan golpista que tuvo lugar el 11 de noviembre de 1978 en Madrid durante la Transición española, que más tarde se pretendería hacer pasar como una simple «charla de café». Toma su nombre del lugar en el que los oficiales que tomaron parte en él se reunieron, la cafetería Galaxia, situada en la calle Isaac Peral de la capital española.

## Historia
En la reunión del 11 de noviembre de 1978 en la cafetería Galaxia intervinieron el teniente coronel de la Guardia Civil Antonio Tejero, el capitán de la Policía Armada Ricardo Sáenz de Ynestrillas, los comandantes de infantería Manuel Vidal Francés y Joaquín Rodríguez Solano y el capitán de Infantería José Luis Alemán Artiles. Se trató de una continuación de los planes que había urdido Tejero un año antes, en la localidad valenciana de Játiva. Planeaba un golpe de Estado contra el Gobierno de Adolfo Suárez, creando un vacío de poder. Su finalidad era detener los procesos de reforma política llevados a cabo por el Gobierno de Suárez que estaban teniendo lugar en España en ese momento, antes de que llegara la fecha del 6 de diciembre, para la cual estaba convocada la celebración del referéndum de ratificación de la nueva Constitución.
La fecha prevista para el golpe de Estado era el viernes 17 de noviembre de 1978, elegida porque el rey Juan Carlos I estaría de viaje oficial en México; además se esperaba que hubiera un gran número de generales en la capital en conmemoración de la muerte de Franco tres años antes, el 20 de noviembre de 1975. El plan consistía en la ocupación del palacio de La Moncloa, sede de la presidencia del Gobierno, por parte de 200 miembros de la Policía Armada, con el secuestro del presidente Suárez. El rey Juan Carlos I se habría visto obligado en esta situación a formar un «Gobierno de salvación nacional». Sin embargo, Vidal Francés decidió delatar la reunión, desmontando la conspiración; al día siguiente todos serían detenidos. También existe la versión de que podría haber sido el coronel Federico Quintero Morente quien alertó de la reunión.

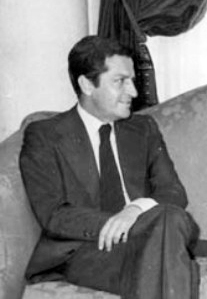
El Gobierno de Adolfo Suárez fue objetivo de la conspiración.

La conspiración sembró la duda sobre la fortaleza del Gobierno democrático de Suárez entre muchos militares. Así, la débil reacción de este ante los hechos y el escaso castigo a los participantes pudo favorecer la repetición de un nuevo intento golpe de Estado de 1981, conocido como el 23-F. En 1978 los canales oficiales barajaron las posibilidades de que la operación fuera «una maniobra de cuatro locos» que no tenía de partida ninguna posibilidad de éxito, mientras que la prensa sopesaba que la «Operación Galaxia» pudiera tratarse de «la punta de un iceberg» y que hubiera muchos más implicados en una conspiración de mayores dimensiones. Por otra parte el periódico ultraderechista El Alcázar publicó que «se trataba de una operación montada desde la Moncloa con objeto de justificar la reforma depuradora de las Fuerzas Armadas y del Orden Público, declarar la ilegalidad de Fuerza Nueva, Falange Española y amordazar a las fuerzas nacionales».
El 8 de mayo de 1980 los dos sospechosos principales, Tejero e Ynestrillas, fueron juzgados por un consejo de guerra. Ambos manifestaron que la conversación en la cafetería Galaxia era solo «una discusión teórica sobre la posibilidad de dar un golpe de Estado». El fiscal pidió seis años de prisión para Tejero y cinco para Ynestrillas, mientras que los abogados defensores —José María Stampa Braun y Enrique Alonso Yagüe— solicitaron la completa absolución de ambos imputados, acusando a la prensa de inventar la operación y de haber tenido acceso a información privilegiada. Finalmente las condenas fueron solo de siete meses para Tejero y de seis meses y un día para Ynestrillas, las penas mínimas. Ninguno de ellos perdió su rango militar; Ynestrillas incluso fue posteriormente ascendido a comandante. La agencia EFE y Diario 16 publicaron que los dos condenados celebraron el fallo en una cafetería cercana a la sede del Gobierno Militar de Madrid —donde había tenido lugar el consejo de guerra— entre amigos y bebiendo champán.
La sentencia del consejo de guerra dictaminó que los otros participantes en la reunión habrían comunicado a Tejero e Ynestrillas que el plan era un «disparate», además de recomendar a Tejero que visitara al coronel de caballería Federico Quintero Morente, para que este le corroborara lo inadecuado del proyecto. Más tarde Tejero en efecto habría hecho una visita a Quintero Morente en su propio domicilio, quien de nuevo habría intentado hacer recapacitar a Tejero, sin éxito.
Menos de un año después del juicio, el 23 de febrero de 1981, Tejero irrumpió en el Congreso de los Diputados, en Madrid, con el objetivo de devolver el poder a los militares mediante un golpe de Estado: esta intentona, conocida como «el 23-F», fracasó y Tejero fue encarcelado. Por otra parte Ynestrillas, el otro principal implicado en la Operación Galaxia, sería asesinado unos años más tarde por ETA, el 17 de junio de 1986.
En 2005 la cafetería Galaxia pasó ser el Van Gogh Café, remplazado en 2018 por un restaurante Taco Bell.